# Platygramme
Platygramme es un género de hongo liquenizado de la familia Graphidaceae. Este género fue descrito por primera vez por A. Fée por 1874.